# Ariane Wiedmann
Ariane Wiedmann (* 17. März 1976 in Fürstenfeldbruck) ist eine deutsche Juristin. Sie ist seit November 2023 Richterin am Bundesverwaltungsgericht.

## Leben und Wirken
Nach Abschluss des Studiums der Rechtswissenschaften im April 2001 sowie eines darauf folgenden Postgraduiertenstudiums an der Universität Oxford verlieh ihr diese im Juli 2002 den akademischen Grad des Magister Juris in European and Comparative Law. Die Ludwig-Maximilians-Universität München promovierte sie im Juli 2006 zum Doktor der Rechte. Nach Ablegung der zweiten juristischen Staatsprüfung trat Wiedmann im März 2007 in den Justizdienst des Landes Bayern ein und wurde am Verwaltungsgericht Würzburg eingesetzt. Im Juni 2008 folgte eine mehrjährige Abordnung als wissenschaftliche Mitarbeiterin an das Bundesverfassungsgericht. Während dieser Zeit wechselte Wiedmann zum Bayerischen Staatsministerium des Innern und wurde zur Regierungsrätin ernannt. Nach ihrer Beförderung zur Oberregierungsrätin im Mai 2011 und einer mehrjährigen Abordnung an das Bundesministerium für Wirtschaft und Technologie (später für Energie) war sie ab Mai 2014 am Landratsamt Starnberg tätig. Einer Abordnung als Richterin kraft Auftrags an das Verwaltungsgericht München ab Mai 2016 folgte im Januar 2017 Wiedmanns Versetzung dorthin unter Ernennung zur Richterin am Verwaltungsgericht. Im Juli 2019 wurde sie zur Richterin am Bayerischen Verwaltungsgerichtshof ernannt.
Nach der Ernennung zur Richterin am Bundesverwaltungsgericht am 1. November 2023 wies das Präsidium Wiedmann dem 11. Revisionssenat zu, der für das Recht des Ausbaus von Energieleitungen sowie für Streitigkeiten, die Vorhaben zur Errichtung und zur Anbindung von Terminals zum Import von Wasserstoff und Derivaten betreffen, mit Ausnahme von Streitigkeiten nach dem LNG-Beschleunigungsgesetz, zuständig ist.